# Avila Place
Avila Place es un área no incorporada ubicada en el condado de Lassen en el estado estadounidense de California.

## Geografía
Avila Place se encuentra ubicada en las coordenadas 41°2′35″N 120°52′4″O / 41.04306, -120.86778.